# IC 399
IC 399 est une galaxie irrégulière située dans la constellation de l'Éridan. Sa vitesse par rapport au fond diffus cosmologique est de 3 984 ± 9 km/s, ce qui correspond à une distance de Hubble de 58,8 ± 4,1 Mpc (∼192 millions d'al). IC 399 a été découverte par l'astronome autrichien Rudolf Spitaler en 1892.
IC 399 est une galaxie dont le noyau brille dans le domaine de l'ultraviolet. Elle est inscrite dans le catalogue de Markarian sous la cote Mrk 1090 (MK 1090).
IC 399 est un membre du groupe compact de Hickson 31 sous la cote HCG 31G. Pour plus d'informations, voir l'article NGC 1741.

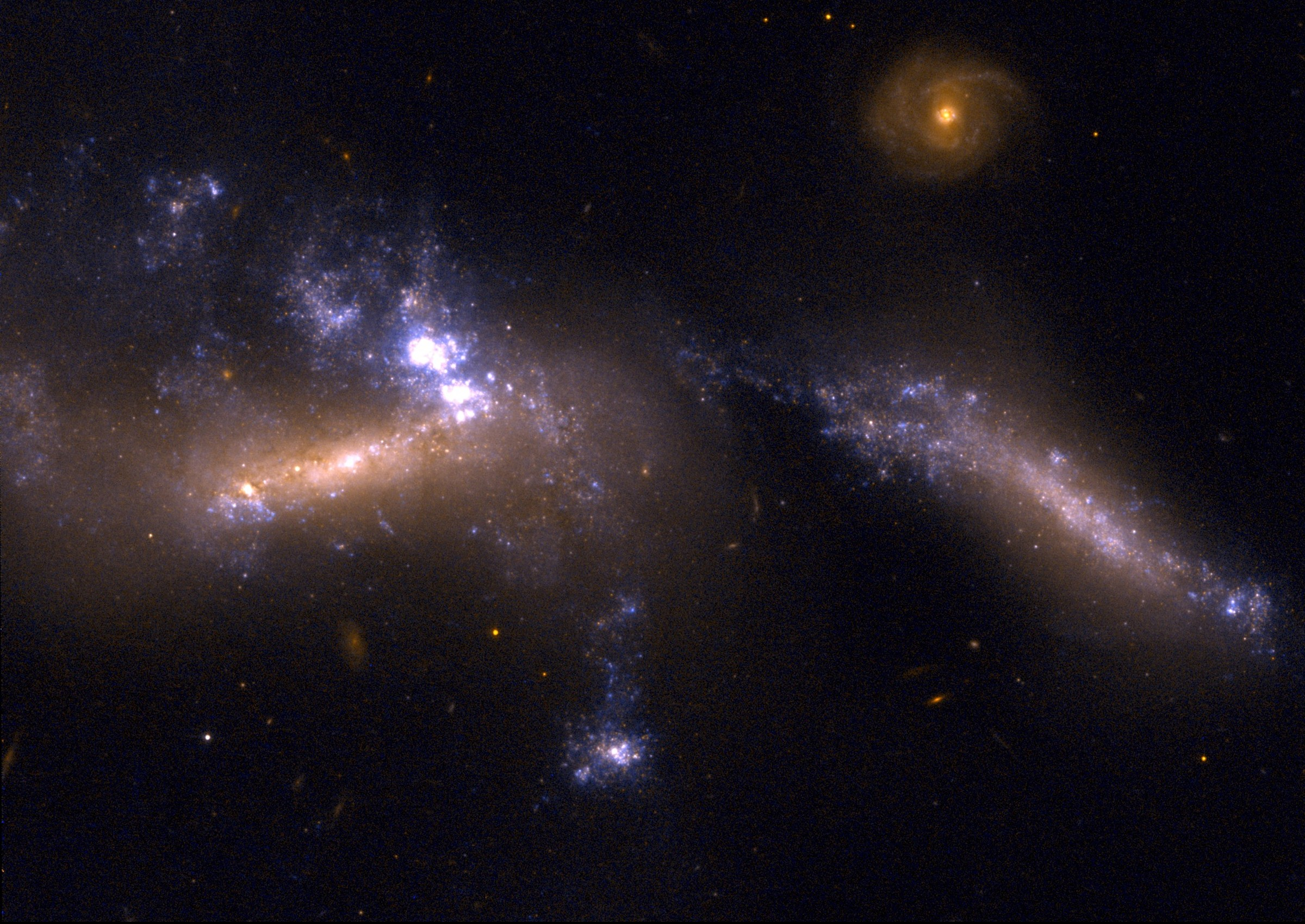
HCG 31 par le télescope spatial Hubble.

## Groupe de NGC 1700
IC 399 fait aussi partie du groupe de NGC 1700 qui comprend au moins 7 galaxies. Les six autres galaxies sont NGC 1700, NGC 1729, NGC 1741, IC 2102, PGC 16570 et PGC 16573. Notons que NGC 1741 est en réalité une paire de galaxies constituée de PGC 16570 et de PGC 16574.